# Canio Musacchio
Canio Musacchio (Gravina in Puglia, 5 luglio 1866 – Gravina in Puglia, 15 novembre 1909) è stato un sindacalista e politico italiano.
Primo sindacalista meridionale, fu sindaco del suo paese natale per un anno.